# Cystopteris viridula
Cystopteris viridula é uma espécie de pteridófito pertencente à família Athyriaceae. Trata-se de uma espécie hemicriptófita cujos habitats preferenciais são as zonas rupícolas.
A espécie foi descrita por Nicaise Augustin Desvaux e publicada em Mémoires de la Société Linnéenne de Paris, précédés de son histoire 6: 264., no ano de 1827.
Não se encontra protegida por legislação portuguesa ou da Comunidade Europeia.

## Distribuição
Pode ser encontrada em na Europa, África e América Central e do Sul. Esta espécie ocorre em Portugal continental e nos arquipélagos dos Açores e da Madeira, onde é nativa.

## Sinonímia
Segundo o The Plant List, esta espécie é sinónima de Cystopteris fragilis (L.) Bernh.. A base de dados Tropicos também indica como nome aceite Cystopteris fragilis (L.) Bernh..
A Flora Digital de Portugal aponta a seguinte sinonímia:
- Aspidium viridulum Desv.
- Cystopteris fragilis (L.) Bernh. var diaphana sensu P. Cout.

O European Nature Information System aponta que esta espécie é sinónima de Cystopteris diaphana (Bory) Blasdell